# Fortitudo Pallacanestro Bologna 103 2020-2021
Questa voce raccoglie le informazioni riguardanti la Fortitudo Pallacanestro Bologna 103 nelle competizioni ufficiali della stagione 2020-2021.

## Stagione
La stagione 2020-2021 della Fortitudo Pallacanestro Bologna 103 sponsorizzata Lavoropiù, è la 37ª nel massimo campionato italiano di pallacanestro, la Serie A.

## Roster
Aggiornato al 2 agosto 2020.
| Lavoropiù Fortitudo Bologna 2020-21 | Lavoropiù Fortitudo Bologna 2020-21 |
| Giocatori                           | Staff tecnico                       |
| ----------------------------------- | ----------------------------------- |

| N. | Naz.                   | Ruolo | Nome                   | Anno | Alt.   | Peso   |  |
| -- | ---------------------- | ----- | ---------------------- | ---- | ------ | ------ |  |
| 1  | Stati Uniti (bandiera) | G     | Adrian Banks           | 1986 | 191 cm | 88 kg  |  |
| 4  | Italia (bandiera)      | GA    | Pietro Aradori         | 1988 | 196 cm | 100 kg |  |
| 6  | Italia (bandiera)      | AG    | Stefano Mancinelli (C) | 1983 | 203 cm | 105 kg |  |
| 8  | Nigeria (bandiera)     | AP    | Ugochukwu Simon        | 2002 | 198 cm |        |  |
| 9  | Italia (bandiera)      | A     | Nicolò Dellosto        | 2000 | 201 cm | 100 kg |  |
| 10 | Stati Uniti (bandiera) | GA    | Wesley Saunders        | 1993 | 196 cm | 88 kg  |  |
| 11 | Stati Uniti (bandiera) | GA    | Tre'Shaun Fletcher     | 1994 | 201 cm | 93 kg  |  |
| 12 | Italia (bandiera)      | PG    | Mattia Palumbo         | 2000 | 198 cm | 95 kg  |  |
| 14 | Italia (bandiera)      | AP    | Giorgio Manna          | 2004 | 198 cm |        |  |
| 16 | Stati Uniti (bandiera) | C     | Dario Hunt             | 1989 | 206 cm | 104 kg |  |
| 18 | Italia (bandiera)      | AP    | Mattia Pavani          | 2004 | 194 cm |        |  |
| 21 | Italia (bandiera)      | P     | Matteo Fantinelli      | 1993 | 195 cm | 86 kg  |  |
| 22 | Stati Uniti (bandiera) | C     | Ethan Happ             | 1996 | 208 cm | 108 kg |  |
| 23 | Serbia (bandiera)      | GA    | Vojislav Stojanović    | 1997 | 199 cm | 98 kg  |  |
| 25 | Italia (bandiera)      | P     | Tommaso Baldasso       | 1998 | 191 cm | 88 kg  |  |
| 28 | Italia (bandiera)      | C     | Marco Cusin            | 1985 | 211 cm | 107 kg |  |
| 33 | Stati Uniti (bandiera) | AP    | Todd Withers           | 1996 | 201 cm | 98 kg  |  |
| 35 | Italia (bandiera)      | AC    | Leonardo Totè          | 1997 | 210 cm | 110 kg |  |
| 43 | Italia (bandiera)      | P     | Gherardo Sabatini      | 1994 | 182 cm | 79 kg  |  |

| Allenatore                                                                                     |
| - Romeo Sacchetti (fino al 6 dicembre) - Luca Dalmonte (dal 7 dicembre)                        |
| Assistente/i                                                                                   |
| - Simone Bianchi - Stefano Comuzzo Legenda - (C) Capitano - (IN) Inattivo - Infortunato Roster |

## Mercato

### Sessione estiva
| Acquisti | Acquisti           | Acquisti        | Acquisti   | Acquisti |
| R.       | Nome               | da              | Modalità   |          |
| -------- | ------------------ | --------------- | ---------- | -------- |
| ALL      | Romeo Sacchetti    | Vanoli Cremona  | svincolato |          |
| G        | Adrian Banks       | N.B. Brindisi   | svincolato |          |
| C        | Ethan Happ         | Olympiakos      | svincolato |          |
| AP       | Todd Withers       | G. Rapids Drive | svincolato |          |
| ALL      | Simone Bianchi     | Vanoli Cremona  | svincolato |          |
| C        | Leonardo Totè      | V.L. Pesaro     | svincolato |          |
| P        | Gherardo Sabatini  | Urania Milano   | svincolato |          |
| GA       | Tre'Shaun Fletcher | Basket Ura      | svincolato |          |
| PG       | Mattia Palumbo     | Treviglio       | svincolato |          |

| Cessioni | Cessioni               | Cessioni          | Cessioni       | Cessioni |
| R.       | Nome                   | a                 | Modalità       |          |
| -------- | ---------------------- | ----------------- | -------------- | -------- |
| ALL      | Antimo Martino         | Pall. Reggiana    | fine contratto |          |
| C        | Henry Sims             | Incheon Elephants | fine contratto |          |
| ALL      | Alessandro Lotesoriere | Pall. Reggiana    | fine contratto |          |
| G        | Daniele Cinciarini     | Basket Ravenna    | rescissione    |          |
| AG       | Maarty Leunen          | Pall. Cantù       | rescissione    |          |
| C        | Ed Daniel              | Īraklīs Salonicco | fine contratto |          |
| P        | Rok Stipčević          | Krka Novo mesto   | rescissione    |          |
| P        | Jerome Dyson           | Free agent        | fine contratto |          |

### Dopo l'inizio della stagione
| Acquisti | Acquisti            | Acquisti    | Acquisti         | Acquisti   |
| R.       | Nome                | da          | Data             | Modalità   |
| -------- | ------------------- | ----------- | ---------------- | ---------- |
| C        | Marco Cusin         | Juvecaserta | 29 ottobre 2020  | svincolato |
| GA       | Wesley Saunders     | Monaco      | 4 novembre 2020  | svincolato |
| ALL      | Luca Dalmonte       | Free agent  | 7 dicembre 2020  | svincolato |
| C        | Dario Hunt          | Virtus Roma | 14 dicembre 2020 | svincolato |
| P        | Tommaso Baldasso    | Virtus Roma | 28 dicembre 2020 | svincolato |
| GA       | Vojislav Stojanović | Free agent  | 30 aprile 2020   | svincolato |

| Cessioni | Cessioni           | Cessioni        | Cessioni         | Cessioni    |
| R.       | Nome               | a               | Data             | Modalità    |
| -------- | ------------------ | --------------- | ---------------- | ----------- |
| A        | Nicolò Dellosto    | Kleb Ferrara    | 15 dicembre 2020 | rescissione |
| AP       | Tre'Shaun Fletcher | Pistoia Basket  | 29 dicembre 2020 | rescissione |
| C        | Ethan Happ         | Dinamo Sassari  | 18 gennaio 2021  | rescissione |
| PG       | Mattia Palumbo     | Scafati Basket  | 21 gennaio 2021  | prestito    |
| P        | Gherardo Sabatini  | U.C.C. Piacenza | 22 febbraio 2021 | rescissione |
| AC       | Leonardo Totè      | Bilbao Berri    | 10 maggio 2021   | prestito    |